# Вайсрутенизация
Вайсрутениза́ция (нем. Weißruthenisation) — встречающееся[где?] в белорусской историографии условное название политики белорусизации, проводившейся на территории генерального округа Белоруссия (нем. Weissruthenien) немецкими оккупационными властями в лице Генерального комиссариата во главе с Вильгельмом Кубе, а после его смерти — с Куртом фон Готбергом.
В самом начале управления немецкой гражданской администрацией Кубе объявил о намерениях достигнуть взаимопонимания с белорусским населением на основе упорядоченной хозяйственной деятельности, культурных и политических уступок. Он предпринял ряд мер в этом направлении, чтобы продемонстрировать белорусам позитивную перспективу немецкой оккупации. Так, неожиданно для многих он дал высокий приоритет развитию белорусского национального самосознания, официально обозначив Белоруссию как жизненное пространство белорусского народа, и стал предпринимать все усилия для поддержки белорусского националистического движения, даже начав называть с 1943 года белорусов потомками «арийцев» и представителями нордической расы.
Другими мерами для повышения авторитета германских властей стали инструкция по обязательному семилетнему школьному образованию (10 сентября 1941), обращение «К жителям Белоруссии!» (22 сентября 1941), легализация деятельности Белорусской народной самопомощи, образование Белорусского корпуса самообороны, открытие медицинского института в Могилёве (13 мая 1943), закон о приватизации земли (3 июня 1943), основание Союза белорусской молодёжи (22 июня 1943) и попытка белорусизации церковной жизни.